# 평화 교육
평화 교육(Peace education)은 자신과 타인, 자연 환경과 조화롭게 살아갈 수 있는 가치, 지식, 태도, 기술, 행동을 습득하는 과정이다.
평화의 중요성에 관한 유엔의 선언과 결의안은 많이 있다. 반기문 유엔 사무총장은 평화 문화를 가져오는 수단으로서 평화 교육의 중요성에 정신과 재정을 집중시키기 위한 노력의 일환으로 2013년 국제 평화의 날을 평화 교육에 헌정했다. 유네스코 사무총장을 역임한 마츠우라 고이치로는 평화 교육이 "유네스코와 유엔의 사명에 있어서 근본적으로 중요하다"고 썼다. 권리로서의 평화교육은 베티 리어든(Betty Reardon)과 더글라스 로슈(Douglas Roche)와 같은 평화 연구자들에 의해 점점 더 강조되고 있다. 최근에는 평화교육과 인권 교육이 연계되는 추세도 나타나고 있다.

## 같이 보기
- 세계시민교육
- 평화
- 사회 정의
- 세계 평화